# Партія регіонів (Польща)
Па́ртія регіо́нів (пол. Partia Regionów) — польська непарламентська політична партія, створена в грудні 2007 року і зареєстрована в лютому 2008 року. Партія створена колишніми членами «Самооборони Республіки Польща» після того, як на парламентських виборах «Самооборона» не змогла подолати п'ятивідсотковий бар'єр і не отримала місць в парламенті.
Але у міських виборах партії вдалося подолати 5 % бар'єр. У міських радах Польщі були представлені понад 800 членів партії.
| Прапор Польщі | Це незавершена стаття про Польщу. Ви можете допомогти проєкту, виправивши або дописавши її. |